# Grand Theft Auto: Vice City
Grand Theft Auto: Vice City là một video game thuộc thể loại hành động phiêu lưu thế giới mở năm 2002 được phát triển bởi Rockstar North (trước đây là DMA Design) ở Anh và được phát hành bởi Rockstar Games. Đây là tựa game thứ 6 và game 3D thứ 2 trong dòng trò chơi Grand Theft Auto. Nó được ra mắt ở Bắc Mỹ vào ngày 29 tháng 10 năm 2002 cho hệ máy PlayStation 2 và sau đó được chuyển sang hệ máy Xbox, và Microsoft Windows năm 2003. Trò chơi có sẵn trên Steam ngày 4 tháng 1 năm 2008, và trên Mac App Store ngày 28 tháng 8 năm 2011. Phiên bản dành cho Nintendo GameCube đã được lên kế hoạch, nhưng chưa bao giờ được phát hành. Vice City là game tiếp nối Grand Theft Auto III và Sau Grand Theft Auto: San Andreas.
Vice City chủ yếu lấy cảm hứng từ văn hóa Mỹ thập niên 80. Lấy bối cảnh Vice City năm 1986, một thành phố hư cấu dựa theo thành phố Miami, câu chuyện xoay quanh Thomas Vercetti "Tommy", một tay mafia vừa mới ra tù. Sau một phi vụ giao dịch ma túy thất bại, Tommy phải truy tìm kẻ chịu trách nhiệm, đồng thời xây dựng một đế chế tội phạm cho riêng mình. Trò chơi sử dụng game engine được tinh chỉnh từ Grand Theft Auto III để tạo ra một cảnh quan đô thị rộng lớn, với các tòa nhà, xe cộ và người dân. Giống như những trò chơi khác trong dòng game, Vice City bao gồm các yếu tố của game đua xe, và bắn súng góc nhìn thứ 3, trong một thế giới mở.
Sau khi phát hành, Vice City trở thành video game bán chạy nhất năm 2002. Tháng 7, 2006, Vice City trở thành trò chơi trên PlayStation 2 bán chạy nhất mọi thời đại. Vice City cũng xuất hiện trong danh sách 100 video game được yêu thích nhất năm 2006 của đọc giả tạp chí Nhật Bản Famitsu, tựa game phương Tây duy nhất trong danh sách. Sau sự thành công này, Vice City đã được phát hành ở châu Âu, Úc và Nhật Bản, cũng như trên PC. Rockstar Vienna cũng đóng gói trò chơi chung với Grand Theft Auto III, và bán dưới tên gọi Grand Theft Auto: Double Pack cho Xbox. Bối cảnh của Vice City' cũng được sử dụng lại trong Grand Theft Auto: Vice City Stories, là trò chơi có vai trò tiền truyện của Vice City. Tháng 12, 2012, Rockstar phát hành Vice City cho nền tảng iOS và Android để chào mừng 10 năm phát hành game. Ngoài ra, người chơi Vice City cũng có thể chỉnh mã lệnh (gọi là cheat code) để tăng thêm nhiều tính năng cho nhân vật. Cũng như nhiều game khác trong dòng game Grand Theft Auto, Vice City cũng bị nhiều chỉ trích vì yếu tố bạo lực.
Một phiên bản nâng cấp có tên là The Definitive Edition, bao gồm Grand Theft Auto: Vice City, đã được phát hành trên Windows, Nintendo Switch, PlayStation 4, PlayStation 5, Xbox One và Xbox Series X/S vào ngày 11 tháng 11 năm 2021.

## Cốt truyện
Năm 1986, Tommy Vercetti, thành viên tổ chức gia đình mafia Forelli của thành phố Liberty City, vừa mãn hạn 15 năm tù vì tội giết 11 người. Chủ cũ của Tommy, trùm mafia Sonny Forelli, lo sợ sự hiện diện của anh ở Liberty City sẽ làm ảnh hưởng đến hoạt động của hắn ở thành phố này. Vì thế, Sonny đã điều Tommy đến thành phố Vice City dưới sự giám sát của luật sư mafia Ken Rosenberg để thực hiện việc mua một loại ma tuý. Trong cuộc giao dịch giữa Tommy và hai người bán ma túy (hai anh em nhà Vance) ở bến tàu, một cuộc phục kích của một bên thứ ba không rõ đã dẫn đến cái chết của các vệ sĩ của Tommy cũng như người bán ma tuý, Victor Vance (nhân vật chính trong Grand Theft Auto: Vice City Stories). Tommy may mắn trốn thoát, và làm mất cả tiền lẫn ma tuý.
Tommy nói với Sonny về vụ phục kích khiến Sonny nổi giận và buộc Tommy phải kiếm lại số tiền. Tommy hứa sẽ tìm lại tiền lẫn ma tuý, và đồng thời truy tìm kẻ đứng đằng sau. Sau đó, Tommy gặp lại Ken Rosenberg, người giúp Tommy làm quen với đại tá Juan García Cortez. Cortez lấy làm tiếc cho Tommy về vụ giao dịch thất bại, và hứa sẽ giúp đỡ anh. Tommy cũng gặp con gái của Cortez là Mercedes, người sau này trở thành bạn gái của Tommy.
Trong khi Tommy chờ kết quả điều tra của Cortez, anh gặp nhà sản xuất ghi âm người Anh Kent Paul, tay buôn bất động sản Avery Carrington và Lance Vance, em trai của Victor Vance (người đã chết sau cuộc phục kích ban đầu), đang cố tìm ra kẻ đứng đầu băng nhóm thứ ba của vụ phục kích để trả thù cho anh trai.
Thời gian trôi qua, Tommy kết bạn với Cortez và giúp đỡ ông ta với vai trò sát thủ. Trong khi thực hiện công việc, Tommy đã cứu mạng trùm buôn ma tuý Ricardo Diaz khỏi cuộc phục kích của băng đảng Haitian. Nhờ đó, Diaz bắt đầu thuê Tommy làm việc cho mình. Tommy chấp nhận vì tiền thưởng, mặc dù không thích tính cách của Diaz.
Cortez cho Tommy biết rằng, Gonzalez, thuộc hạ của Cortez, chịu trách nhiệm một phần trong vụ phục kích của Tommy, và Cortez đề nghị Tommy giết Gonzalez. Sau đó, Cortez chuyển sự nghi ngờ sang Diaz. Tommy ban đầu vẫn tiếp tục công việc làm tay sai để chuẩn bị tấn công, nhưng anh buộc phải ra tay khi Lance cố gắng trả thù Diaz và thất bại, khiến anh phải xông vào thành phố để cứu Lance. Khi tình hình thay đổi, cả hai nhanh chóng đến biệt thự của Diaz và xử hắn. Sau cái chết của Diaz, và đại tá Cortez rời khỏi đất nước để tránh mật vụ Pháp, thị trường ma tuý của Vice City nhanh chóng rơi vào tay Tommy và Lance. Tommy tự tay thành lập tập đoàn tội phạm của riêng mình, Gia đình Vercetti.
Tommy đã liên minh với thủ lĩnh băng đảng Cuba Umberto Robina chống lại băng đảng Haitian của Auntie Poulet, mặc dù cũng lúc đó anh bị thôi miên bởi tà thuật của Poulet đển hỗ trợ băng Haitian. Sau khi Tommy và Poulet chấm dứt, Tommy và băng Cuban đột nhập và phá huỷ nhà máy ma tuý của băng Haitian.
Do sự phát triển của công việc buôn ma tuý, Tommy đã mua một số cơ sở kinh doanh trong thành phố, bao gồm một công ty ôtô, một hãng taxi, một câu lạc bộ khiêu dâm, một hộp đêm, một bến tàu, một xưởng in tiền giả, một nhà máy kem (thực chất là bình phong cho một đại lý phân phối ma tuý), và một hãng phim người lớn. Tommy cũng trở thành vệ sĩ cho một ban nhạc, thành viên danh dự của một băng đảng môtô, và tham gia vào một vụ cướp nhà băng.
Tommy bắt đầu bất tuân mệnh lệnh của Sonny và tự gây dựng đế chế của riêng mình, mà không trả bất cứ̀ khoản tiền nào cho gia đình Forelli, khiến cho Sonny tức giận, và hắn liên tục đòi tiền Tommy. Cuối cùng, nhà Forelli phát hiện ra rằng Tommy đã tiếp quản phần lớn hoạt động ở Vice City mà không trả tiền cho Sonny theo yêu cầu. Sonny cảm thấy bị phản bội, và gửi những kẻ thu tiền đến các doanh nghiệp của Tommy, nhưng Tommy đã trừ khử hết chúng. Sonny tức giận đến thành phố Vice City cùng một đội quân mafia. Khi Sonny và thuộc hạ đến Vercetti Estate, Tommy cố gắng dùng tiền giả đánh lừa chúng. Tuy nhiên, Lance, đã bắt tay với nhà Forelli và phản bội nhà Vercetti, và cho Sonny biết số tiền là giả. Trò chơi đạt đến cao trào khi Tommy một mình chống lại Lance, Sonny, và tay sai của hắn ở ngay tại biệt thự của mình.
Trong trận đấu súng, Tommy truy đuổi và giết chết Lance trước khi đối mặt với Sonny ở tầng dưới. Và Sonny đã thừa nhận rằng hắn chính là kẻ đã gài Tommy khiến anh phải ngồi tù 15 năm. Tommy cuối cùng giết chết Sonny và trở thành trùm tội phạm hùng mạnh nhất Vice City.

### Bối cảnh
Trò chơi có bối cảnh ở thành phố giả tưởng Vice City, vốn chủ yếu dựa theo thành phố Miami, Florida. Diện mạo của trò chơi, nhất là quần áo và xe cộ, phản ảnh bối cảnh thập niên 80. Nhiều chủ đề đã được mượn từ các phim Scarface, Carlito's Way và Blow, cùng với loại phim truyền hình ăn khách những năm 80 Miami Vice. Vice City cũng nhại lại phong cách xe, âm nhạc, thời trang, địa điểm, nhân vật của thập niên này.
Biệt thự của Ricardo Diaz và trận đấu súng ở đây tương đồng với những gì xảy ra trong Scarface. Cũng có nhiều yếu tố ẩn dụ khác xuất hiện trong game, như phòng tắm đầy máu với một cái cưa, hay các đặc vụ ngầm trông giống Don Johnson và Philip Michael Thomas trong Miami Vice sử dụng xe tương tự Ferrari Testarossa khi truy đuổi Tommy.

### Nhân vật
Vice City bao gồm rất nhiều nhân vật, nhiều trong số đó chỉ xuất hiện trong các đoạn phim cắt cảnh ở mỗi nhiệm vụ. Các diễn viên lồng tiếng đáng chủ ý bao gồm Ray Liotta lồng tiếng cho nhân vật chính Tommy Vercetti, Tom Sizemore cho Sonny Forelli, Robert Davi cho Đại tá Juan García Cortez, William Fichtner cho Ken Rosenberg, Danny Dyer cho Kent Paul, Dennis Hopper cho đạo diễn phim khiêu dâm Steve Scott, Burt Reynolds cho Avery Carrington, Luis Guzmán cho Ricardo Diaz, diễn viên phim Miami Vice Philip Michael Thomas cho Lance Vance, Danny Trejo cho Umberto Robina, Gary Busey cho Phil Cassidy, Lee Majors cho "Big" Mitch Baker, Fairuza Balk cho Mercedes Cortez, và diễn viên phim người lớn Jenna Jameson cho Candy Suxxx. Ca sĩ nhóm nhạc Blondie Debbie Harry lồng tiếng nhân viên điều phối taxi Delores.

### Nhiệm vụ
| Tên nhiệm vụ                                               | Mô tả | Mở khoá |
| ---------------------------------------------------------- | --- | --- |
| An Old Friend                                              | Tommy phải lái xe đến khách sạn Ocean View Hotel để gọi điện cho Sonny Forelli | The Party |
| The Party                                                  | Tommy đến văn phòng của Ken Rosenberg, được yêu cầu đi thay trang phục, sau đó tham gia bữa tiệc của Đại tá Cortez. Trong bữa tiệc, anh gặp Mercedes Cortez và chở cô đến câu lạc bộ Pole Position Club | Back Alley Brawl |
| Back Alley Brawl                                           | Ken yêu cầu Tommy đến hộp đêm Malibu Club gặp Kent Paul để tìm kiếm thông tin. Kent hướng dẫn Tommy đi tìm Leo Teal, kẻ có liên quan. Tuy nhiên, Tommy lại bị Leo tấn công nên đã bị anh giết chết. Sau khi tịch thu điện thoại của hắn, Tommy bắt gặp Lance Vance, người cũng đang tìm kiếm Leo. Cả hai bị 3 tên đầu bếp khác truy đuổi và chạy thoát bằng chiếc Infernus của Lance. Sau khi lái xe đến cửa hàng súng Ammu-Nation, Tommy lái xe về khách sạn và trả xe cho Lance. | Jury Fury |
| Jury Fury                                                  | Ken yêu cầu Tommy đi đe doạ 2 quan toà trong một vụ án. | - Riot - Road Kill |
| Riot                                                       | Tại văn phòng của Ken, Tommy gặp Avery Carrington, người đề nghị anh giúp đỡ. Tommy phải đến một công ty vận tải, gây ra cuộc bạo động của các công nhân và phá huỷ các xe tải của công ty này. | - Four Iron - Treacherous Swine |
| Four Iron                                                  | Tại công trường xây dựng, Avery Carrington đề nghị Tommy trừ khử một đối thủ kinh doanh bằng cách thay trang phục đánh golf và đột nhập vào câu lạc bộ golf Leaf Links Golf Club. | Demolition Man |
| Demolition Man                                             | Avery Carrington yêu cầu Tommy dùng máy bay điều khiển đề cài bom và phá huỷ một toà nhà đang xây dựng. | Two Bit Hit (nếu hoàn thành Phnom Penh '86)                                                                                                   |
| Treacherous Swine                                          | Trên du thuyền của mình, đại tá Juan Cortez cho biết Gonzalez có liên quan đến vụ phục kích. Ông trao cho Tommy một cái cưa và yêu cầu anh trừ khử Gonzalez. Sau khi giết người, anh bị cảnh sát truy nã và phải lái xe đến một trạm Pay 'n' Spray để thoát khỏi sự truy đuổi. | Mall Shootout |
| Mall Shootout                                              | Cortez yêu cầu Tommy đến gặp một người giao hàng để lấy một con chip. Nhưng cuộc giao dịch đã bị đặc vụ Pháp theo dõi và phục kích. Kẻ giao hàng bỏ chạy, buộc Tommy phải giết hắn và lấy con chip. Sau đó, anh đem nó về cho Cortez. | - Guardian Angels - Waste the Wife (nếu hoàn thành Road Kill)                                                                                 |
| Guardian Angels                                            | Cortez yêu cầu Tommy bảo vệ Ricardo Diaz trong một vụ giao dịch. Tommy đi lấy một khẩu súng ở bãi đỗ xe, gặp Lance và cũng nhau đến chỗ Diaz. Tommy và Lance cảnh giới trên cầu thang và tiêu diệt băng Haitian đang tấn công. Một tên Haitian chạy xe máy và cướp tiền của Diaz. Tommy đuổi theo và thu hồi lại tiền cho Diaz. | The Chase |
| The Chase                                                  | Tại biệt thự của mình, Ricardo Diaz yêu cầu Tommy theo dõi hành tung của một kẻ đã trộm tiền của Diaz. | Phnom Penh '86 |
| Phnom Penh '86                                             | Ricardo Diaz yêu cầu Lance lái trực thăng chở Tommy tấn công vào sào huyệt của băng Shark và cướp lại số tiền. | - The Fastest Boat - Sir, Yes Sir! - Two Bit Hit (sau khi hoàn thành Demolition Man) - Các cây cầu được mở khóa và qua được thành phố bên kia |
| The Fastest Boat                                           | Diaz yêu cầu Tommy đến bến tàu Boatyard và đánh cắp chiếc tàu nhanh nhất. | - Supply & Demand - Autocide (nếu hoàn thành Waste the Wife)                                                                                  |
| Supply & Demand                                            | Diaz yêu cần Tommy và Lance lái chiếc tàu vừa mới đánh cắp đến điểm giao dịch ma tuý. Sau khi thực hiện giao dịch, Tommy phải bảo vệ tàu khỏi bọn buôn ma tuý khác trong khi Lance lái tàu về biệt thự. | Death Row (nếu hoàn thành Sir, Yes Sir!) |
| Sir, Yes Sir!                                              | Juan Cortez yêu cầu Tommy cướp chiếc xe tăng đang diễu hành qua thành phố và lái nó đến nhà chứa trước khi nó tự huỷ. | Death Row (nếu hoàn thành The Fastest Boat)                                                                                                   |
| Death Row                                                  | Lance cố gắng ám sát Diaz nhưng thất bại và bị thuộc hạ của hắn tra tấn. Tommy phải đi giải cứu Lance và đưa Lance đến bệnh viện trước khi anh chết. | - Rub Out - All Hands On Deck |
| All Hands On Deck                                          | Tommy phải bảo vệ Cortez và du thuyền của ông ra khơi an toàn trong khi bị đặc vụ Pháp tấn công. | |
| Rub Out                                                    | Lance và Tommy tấn công vào biệt thự của Diaz, hạ sát hắn và chiếm lấy biệt thự. | - Love Juice - Shakedown |
| Shakedown                                                  | Tommy phải phá tất cả cửa kính của các cửa hàng ở North Point Mall trong vòng 5 phút. | - Bar Brawl - Check Out At The Check In (nếu hoàn thành Autocide) - Khả năng mua các doanh nghiệp                                             |
| Bar Brawl                                                  | Front Page Bar đang được một băng nhóm khác bảo kê, Tommy giết chết 2 tay bảo vệ, nói chuyện với chủ quán và tiêu diệt các thành viện của DPB security. | Cop Land |
| Cop Land                                                   | Tommy và Lance phải dụ 2 cảnh sát vào một garage và cướp quần áo của họ. Sau đó lái xe đến Tarbush Coffee, nơi đang bị cảnh sát phong toả, đặt bom và trốn thoát khỏi sự truy nã của cành sát. | Cap the Collector (sau khi hoàn thành Hit the Courier và các nhiệm vụ của 4 doanh nghiệp)                                                     |
| Love Juice                                                 | Tommy được nhóm nhạc Love Fist nhờ mua một loại ma tuý. Nhưng kẻ bán ma tuý là một kẻ lật lọng, buộc Tommy phải giết hắn và lấy số ma tuý. Sau đó, anh đến nhà của Mercedes và chở cô đến buổi diễn. | - Psycho Killer - Alloy Wheels of Steel |
| Psycho Killer                                              | Tommy lái xe của Love Fist để dụ một kẻ khủng bố và giết chết hắn. | Publicity Tour (sau khi hoàn thành Hog Tied)                                                                                                  |
| Alloy Wheels of Steel                                      | Tommy đến gặp Mitch Baker của băng Biker để nhờ họ làm bảo vệ cho Love Fist. Mitch thách Tommy một cuộc đua xe máy. Tommy phải đánh bại 3 tay đua khác và giành chiến thắng. | Messing with the Man |
| Messing with the Man                                       | Tommy phải gây hỗn loạn trong thành phố trong vòng 2 phút. | Hog Tied |
| Hog Tied                                                   | Băng Shark đã cướp mất chiếc Angel của Mitch và Tommy phải cướp lại nó. | Publicity Tour (sau khi hoàn thành Psycho Killer)                                                                                             |
| Publicity Tour                                             | Tommy chở Love Fist đến buổi diễn, nhưng chiếc xe bị cài bom và Tommy phải giữ tốc độ trong khi Love Fist phá bom. Sau đó, anh chở họ đến buổi diễn. | |
| Two Bit Hit                                                | Avery Carrington yêu cầu Tommy khử trùm băng đảng Haitian để gây ra cuộc chiến giữa băng Haitian và băng Cuban. | Stunt Boat Challenge |
| Stunt Boat Challenge                                       | Tommy đến gặp trùm băng đảng Cuban và phải vượt qua cuộc thử thách lái tàu. | - Cannon Fodder - Juju Scramble |
| Cannon Fodder                                              | Tommy chở các thành viên băng Cuban tấn công một nhà máy của băng Haitian và cướp chiếc xe thùng của chúng. | Naval Engagement |
| Naval Engagement                                           | Tommy được lái đi phục kích cuộc giao dịch của băng Haitian và Shark, cướp lấy ma tuý và tiền đem về căn cứ băng Cuban. | Trojan Voodoo (sau khi hoàn thành Dirty Lickin's)                                                                                             |
| Juju Scramble                                              | Auntie Poulet, trùm băng đảng Haitian, thôi miên Tommy và ra lệnh cho anh phải đi thu thập 3 chiếc cặp trong khi phải thoát khỏi sự truy đuổi của cảnh sát. | Bombs Away! |
| Bombs Away!                                                | Auntie thôi miên Tommy và ra lệnh cho anh sử dụng máy bay điều khiển để ném bom các tàu chở ma tuý của băng Cuban. | Dirty Lickin's |
| Dirty Lickin's                                             | Auntie thôi miên Tommy và ra lệnh cho anh sử dụng súng bắn tỉa giúp băng Haitian giành chiến thắng trong trận chiến với băng Cuban. | Trojan Voodoo (nếu hoàn thành Naval Engagement)                                                                                               |
| Trojan Voodoo                                              | Tommy và Rico phải cướp một chiếc Voodoo, hội quân với các thành viên băng Cuban khác, đột nhập vào nhà máy ma tuý của băng Haitian, đặt bom và trốn thoát trước khi bom nổ. | |
| Road Kill                                                  | Tommy, sau khi tịch thu điện thoại của Leo, đã đóng vai hắn và trở thành sát thủ của Mr. Black. Nhiệm vụ đầu tiên của anh là phải trừ khử một người giao pizza tên Carl Pearson. | Waste the Wife (nếu hoàn thành Mall Shootout)                                                                                                 |
| Waste the Wife                                             | Mr. Black yêu cần Tommy phải giết chết Mrs. Dawson bằng một vụ tai nạn giao thông. | Autocide (nếu hoàn thành The Fastest Boat) |
| Autocide                                                   | Mr. Black yêu cầu Tommy trừ khử các thành viên băng European đang ẩn náu trong thành phố. | Check Out At The Check In (nếu hoàn thành Shakedown)                                                                                          |
| Check Out At The Check In                                  | Tommy đến phi trường, Mr. Black yêu cầu anh nhận một khẩu súng bắn tỉa và giết chết một người đàn ông, lấy chiếc vali và đem đến cửa hàng Ammu-Nation ở Downtown. | Loose Ends (sau khi hoàn thành The Shootist).                                                                                                 |
| Loose Ends                                                 | Mr. Black yêu cầu Tommy phá hoại một cuộc giao dịch, cướp lấy món hàng và đem tới bãi đáp trực thăng ở phi trường. | |
| No Escape? (sau khi mua Malibu Club)                       | Tommy đến đồn cảnh sát ở Ocean Beach, cải trang, lấy chìa khoá và giải cứu Cam Jones. Sau đó lái xe đến Pay 'N' Spray để thoát khỏi sự truy nã và lái Cam Jones về nhà ông ta. | The Shootist |
| The Shootist                                               | Tommy gặp Phil Cassidy và phải vượt qua thử thách ở Ammu-Nation Shooting Range. | - The Driver - Loose Ends (sau khi hoàn thành Check Out At The Check In)                                                                      |
| The Driver                                                 | Tommy phải đua xe với Hilary King và giành chiến thắng. | The Job |
| The Job                                                    | Tommy, Cam, Phil, Hilary thực hiện một vụ cướp nhà băng. Sau khi Hilary bị giết bởi FBI, các thành viên còn lại lái xe đến Pay 'n' Spray, sau đó lái trở về nhà của Cam. | Gun Runner |
| Gun Runner                                                 | Phil đề nghị Tommy tấn công những tay buôn vũ khí cạnh tranh và cướp vũ khí của chúng. | Boomshine Saigon |
| Boomshine Saigon                                           | Phil say xỉn và tự làm nổ một cánh tay của mình, buộc Tommy phải đưa ông ta đến bệnh viện. | |
| Spilling The Beans (sau khi mua Print Works)               | Tommy đến gặp Kent Paul ở Malibu Club, sau đó đến gặp ở bến tàu và quay lại Print Works. | Hit the Courier |
| Hit the Courier                                            | Bảng khắc tiền giả đang được chuyển đến thành phố. Tommy phải giết chết người giao hàng và đem nó về Print Works. | Cap the Collector (sau khi hoành thành Cop Land và nhiệm vụ của 4 doanh nghiệp khác)                                                          |
| V.I.P. (sau khi mua Kaufman Cabs)                          | Tommy phải lái taxi đón một vị khách, nhưng bị một chiếc taxi khác giành mất khách. Anh phải tấn công chiếc taxi đó, giành lại vị khách và chở ông ta đến phi trường. | Friendly Rivalry |
| Friendly Rivalry                                           | Tommy phải phá huỷ 3 chiếc taxi cạnh tranh. | Cabmaggedon |
| Cabmaggedon                                                | Tommy được yêu cầu lái taxi đến đón Mercedes. Nhưng khi đến nơi, anh bị phục kích bởi 6 chiếc taxi và một chiếc Zebra Cab. | |
| Recruitment Drive (sau khi mua InterGlobal Film Studio)    | Tommy đến gặp và mời Candy Suxxx tham gia bộ phim người lớn và giết chết người đại diện của cô. Sau đó, anh đón Mercedes và đưa cả hai người về xưởng phim. | Dildo Dodo |
| Dildo Dodo                                                 | Tommy phải lái một chiếc Skimmer để thả tờ rơi quảng cáo. | Martha's Mug Shot |
| Martha's Mug Shot                                          | Candy Suxxx đến gặp một tay chính trị gia muốn ngăn chặn ngành điện ảnh người lớn. Tommy phục kích cuộc gặp mặt và chụp hình tay chính trị gia đó. Sau đó, anh quay lại xưởng phim trong khi bị FBI truy nã. | G-Spotlight |
| G-Spotlight                                                | Tommy phải đi qua các điểm nhất định để đến được nơi có đèn pha và dùng nó để quảng cáo cho bộ phim. | |
| Distribution (sau khi mua Cherry Popper Ice Cream Factory) | Dùng Mr. Whoopee để bán 50 que kem. | |
| Nhiệm vụ ở Pole Position Club                              | Trả $300 cho dịch vụ. | |
| Sunshine Autos Import Garage (sau khi mua Sunshine Autos)  | Thu thập các loại xe trong danh sách. | |
| Checkpoint Charlie (sau khi mua Boatyard)                  | Thu thập các gói ma tuý bằng tàu. | |
| Cap the Collector                                          | Thuộc hạ của Sonny tấn công Print Works để cướp tiền. Tommy phải tiêu diệt bọn chúng trong khi chúng nhằm đến các doanh nghiệp khác của Tommy. | Keep Your Friends Close... |
| Keep Your Friends Close...                                 | Sonny hợp tác với Lance dẫn thuộc hạ tấn công biệt thự của Tommy. Tommy phải bảo vệ két sắt và tiêu diệt Sonny lẫn Lance. | |

## Cách chơi
Vì Vice City được xây dựng trên nền tảng Grand Theft Auto III, trò chơi tiếp nối phong cách và diện mạo của GTA III với nhiều tinh chỉnh và cải tiến. Trò chơi có gameplay rất mở, một đặc điểm chung của Grand Theft Auto; mặc dù các nhiệm vụ phải được thực hiện để hoàn thành cốt truyện và mở ra các khu vực mới, người chơi được tự do đi xung quanh và làm mọi điều mình thích. Nhiều vật phẩm như vũ khí và gói ẩn được đặt rải rác khắp nơi, tương tự như các tựa game GTA khác.
Người chơi có thể cướp xe hơi, môtô, tàu và thậm chí là trực thăng, cưỡi xe bắn súng, cướp cửa hàng và gây ra hỗn loạn. Tuy nhiên, những hành động đó có thể thu hút sự chú ý không mong muốn của cảnh sát, FBI và cả vệ binh quốc gia. Hành vi của cảnh sát tương tự như Grand Theft Auto III, dù bây giờ cảnh sát được trang bị dùi cui, rải đinh để đâm thủng lốp, cũng như các đội SWAT đu dây từ trực thăng cảnh sát, và các đặc vụ ngầm mang tên Vice Squad. Sự chú ý của cảnh sát có thể bị vô hiệu theo nhiều cách.
Một khía cạnh mới của trò chơi là khả năng mua một số bất động sản xung quanh thành phố. Một số là các căn cứ phụ, cung cấp vũ khí và điểm lưu game. Cũng có một số doanh nghiệp mua được gọi là "asset". Mỗi doanh nghiệp có một số nhiệm vụ đi kèm, như loại bỏ đối thủ cạnh tranh hay đánh cắp thiết bị. Một khi các nhiệm vụ được hoành thành, các "asset" sẽ cung cấp một khoản lợi nhuận mà Tommy có thể thu thập.
| Căn cứ                           | Địa điểm         | Giá                                         | Khả năng nhà chứa xe |
| -------------------------------- | ---------------- | ------------------------------------------- | -------------------- |
| Khách sạn Ocean View Hotel       | Ocean Beach      | Miễn phí (sở hữu ngay từ đầu)               | Không                |
| Chung cư Ocean Heights Apartment | Ocean Beach      | $7,000                                      | 1                    |
| Chung cư Links View Apartment    | Vice Point       | $6,000                                      | 1                    |
| Căn hộ El Swanko Casa            | Vice Point       | $8,000                                      | 3                    |
| Toà nhà 1102 Washington Street   | Washington Beach | $3,000                                      | Không                |
| Toà nhà 3321 Vice Point          | Vice Point       | $2,500                                      | Không                |
| Cao ốc Hyman Condo               | Downtown         | $14,000                                     | 8                    |
| Lán Skumole Shack                | Downtown         | $1,000                                      | Không                |
| Biệt thư Vercetti Estate         | Starfish Island  | Sở hữu sau khi hoàn thành nhiệm vụ Rub Out. | 2                    |

Nhiều băng đảng xuất hiện trong trò chơi, và có thể liên quan đến cột truyện. Các băng đảng có thể có thái độ tích cực hoặc tiêu cực với nhân vật chính, tuỳ thuộc vào hành vi của người chơi. Các trận chiến băng đảng thường xuyên nổ ra, và nhiều nhiệm vụ có liên quan đến các trận chiến này.
Nhiều nhiệm vụ phụ cũng được thêm vào, bao gồm giao bánh pizza, dùng xe cứu thương chở người bị nạn đến bệnh viện, dùng xe cứu hoả dập lửa, dùng xe taxi chở khách, dùng xe cảnh sát truy đuổi tội phạm, và vận chuyển hành khách bằng xe bus. Người chơi nhận được tiền và một số khả năng đặc biệt (như tăng máu hay chạy không đuối sức) nếu hoàn thành các cấp độ nhất định trong trò chơi. Người chơi cũng nhận được tiền khi thực hiện các cú phóng bằng môtô hoặc ôtô từ các mặt dốc.

### Phương tiện giao thông
Tổng cộng có khoảng 114 loại phương tiện trong game, bao gồm các phương tiện không điều khiển được, và các xe điều khiển từ xa), so với chỉ khoảng 85 trong GTA III. Xe taxi, ôtô, tàu xuất hiện trở lại, cũng như sự xuất hiện mới của máy bay trực thăng và motor.
Máy bay Skimmer là máy bay cánh cố định duy nhất trong Vice City, đây cũng là một loại thủy phi cơ vì nó có gắn phao và thường được tìm thấy trên biển.
| Xe 2 cầu & chuyên dụng                                                            | Xe bốn chỗ ngồi                                                                                                  | Xe hai chỗ ngồi                                                                                                 | Xe thùng                                                                                          | Xe tải công nghiệp                                                                                    | |
| --------------------------------------------------------------------------------- | --- | --- | ------------------------------------------------------------------------------------------------- | --- | --- |
| - Banshee - Cheetah - Comet - Deluxo - Infernus - Phoenix - Sabre Turbo - Stinger | - BF Injection - Bobcat - Landstalker - Mesa Grande - Patriot - Rancher - Sandking - Walton                      | - Admiral - Glendale - Greenwood - Oceanic - Perennial - Regina - Sentinel - Sentinel XS - Stretch - Washington | - Blista Compact - Cuban Hermes - Esperanto - Hermes - Manana - Sabre - Stallion - Virgo - Voodoo | - Burrito - Gang Burrito - Moonbeam - Mr. Whoopee - Pony - Rumpo - Securicar - Top Fun                | - Benson - Boxville - Flatbed - Mule - Linerunner - Packer - Spand Express - Trashmaster - Yankee                                         |
| Xe công ích                                                                       | Xe chính quyền và cấp cứu                                                                                        | Máy bay | Mộtô                                                                                              | Tàu                                                                                                   | Khác |
| - Bus - Cabbie - Coach - Kaufman Cab - Pizza Boy - Taxi - Zebra Cab               | - Ambulance - Barracks OL - Enforcer - FBI Rancher - FBI Washington - Fire Truck - Police - Rhino - VCPD Cheetah | - Airtrain - Hunter - Maverick - Police Maverick - Sea Sparrow - Skimmer - Sparrow - VCN Maverick               | - Angel - Faggio - Pizza Boy - Sanchez - Freeway - PCJ 600                                        | - Coast Guard - Cuban Jetmax - Dinghy - Marquis - Predator - Reefer - Rio - Speeder - Squalo - Tropic | - Baggage Handler - Bloodring Banger - Caddy - Hotring Racer - Love Fist - RC Baron - RC Bandit - RC Goblin - RC Raider - Romero's Hearse |

## Đón nhận và bán hàng
| Giải thưởng                            | Giải thưởng |
| -------------------------------------- | --- |
| Golden Joystick Awards                 | Ultimate Game of the Year 2003, PS2 Game of the Year, |
| GameSpot's Best and Worst of 2002      | Best Music on PlayStation 2, Best Action Adventure Game on PlayStation 2, Game of the Year on PlayStation 2                                                                                                 |
| IGN's Best of 2002                     | Best Adventure Game for PlayStation 2 (Editor's Choice and Reader's Choice), Special Achievement for Sound (Reader's Choice), Best Game of the Year for PlayStation 2 (Editor's Choice and Reader's Choice) |
| 1st British Academy Video Games Awards | Best Design, Best PC Game, Best Action Game, Sunday Times Reader Award for Games, Best PlayStation 2 Game, Best Sound                                                                                       |

Grand Theft Auto: Vice City nhận được nhiều lời khen từ các nhà phê bình và người hâm mộ. Trò chơi nhận đánh giá 9.7/10 từ IGN, 9.6/10 từ GameSpot, 5/5 từ GamePro, và 10/10 từ Official U.S. PlayStation Magazine. Trò chơi cũng nhận được số điểm 95 trên 100 trên trang web Metacritic và là trò chơi PlayStation 2 cao thứ 6 trên trang web này. Về bản iOS, Mark Brown của Pocket Gamer viết rằng Rockstar đã "thực hiện một công việc đáng khen khi mang một tượng đài đến với điện thoại di động" nhưng "chức năng điều khiển đã làm giảm giá trị của trò chơi".
Đọc giả của Official UK PlayStation Magazine đánh giá đây là tựa game PlayStation vĩ đại thứ tư từng được phát hành.
Tính đến ngày 26 tháng 9 năm 2007, Grand Theft Auto: Vice City đã bán 15 triệu đơn vị theo Take-Two Interactive. Tính đến ngày 26 tháng 3 năm 2008, Grand Theft Auto: Vice City đã bán 17,5 triệu đơn vị theo Take-Two Interactive, khiến nó trở thành tựa game bán chạy thứ 4 trên PlayStation 2.

## Phiên bản di động
Vào ngày 26 tháng 10 năm 2004 Rockstar Games tuyên bố Grand Theft Auto: Vice City sẽ được phát hành trên iOS và Android để kỉ niệm 10 năm trò chơi. Trò chơi được phát hành trên iOS vào ngày 6 tháng 12 năm 2012; phiên bản Android đã được hoãn cho đến ngày 12 tháng 12 năm 2012.

## Tranh cãi
Giống như Grand Theft Auto III, Grand Theft Auto: Vice City đã bị đánh giá là bạo lực và phải nhận rất nhiều tranh cãi từ các nhóm lợi ích. ESRB xếp loại game này là "M" tức Mature/Người lớn. Ở Úc, tính năng gái điếm đã được loại bỏ và trò chơi được xếp loại MA15+. Năm 2010, những thay đổi đó đã được hồi lại, nhưng trò chơi vẫn giữ xếp loại MA15+.
Trò chơi cũng bị các nhóm người Cuba và Haiti lên án về sự kích động phân biệt chủng tộc và diệt chủng.